# Grödig
Grödig je vesnice ležící pod jižní částí města Salcburku na úpatí hory Unterberg v okresu Salcburk-okolí, kde je spojena do obecního celku společně s vesnicemi Eichet (284 obyvatel), Fürstenbrunn / Glanegg (2 138 obyvatel) a Sankt Leonhard (1 090). I s Grödigem má tedy obecně celek 7 039 obyvatel.
První zmínky o Grödigu se datují do roku 790 našeho letopočtu, dle listiny výčtu majetku Salcburského biskupství.
V Grödigu je výroba známých Mozartových kuliček, v tradičním kulatém tvaru. Firma je v soukromých rukách, výroba však probíhá pro obchodní známku Mirabell.